# Александровка (Михайловский район)
Алекса́ндровка (укр. Олександрівка) — село,
Марьяновский сельский совет,
Михайловский район,
Запорожская область,
Украина.
Код КОАТУУ — 2323384405. Население по переписи 2001 года составляло 59 человек.

## Географическое положение
Село Александровка находится на расстоянии в 2,5 км от села Молодёжное и Матвеевка (Весёловский район).
Рядом проходит автомобильная дорога Т-0816.

## История
В XVII  веке территория села Александровка относилась к ногайской Едичкульской орде и находилась в местности известной под названием Эди Курень. В 1858-60 годах ногайцы покинули эту территорию и переселились в Турцию. Свободные земли под названием "Участок № 40" были переданы немецким колонистам. Немцы-католики основали  в 1860 году на этом участке село Александргейм (переводится с немецкого как "Дом Александра") названного в честь императора Александра ІІ, Высочайшей волей которого, эти земли были дарованы колонистам. Первоначально в колонию переселилось 56 семей из Пришибских колоний. В колонии действовал карьер по добыче глины, черепичный и кирпичный завод.  В северо-восточной части колонии был фруктовый сад. С основанием колонии возник и католический приход Святой Магдалены. В 1898 году построено общественное здание где располагалась начальная школа и молитвенный зал. Динамика населения колонии Александргейм: 1864 г. - 324 чел., 1886 г. - 559 чел., 1896 г. - 415 чел., 1905 г. -  495 чел., 1911 г. - 390 чел., 1919 г. - 454 чел., 1926 г. - 425/418 нем. чел., 1939 г. - 453 чел.
- Во время гражданской войны  в селе базировались корниловцы, которые позже участвовали в одном из последних парадов в  Российской империи, прошедшем в начале сентября 1920 года в колонии Кронсфельд (с. Марьяновка) устроенный бароном Врангелем.
- В 1940 году немцев из колонии принудительно выселили в Фёдоровский район Кустанайской области.
- В 1943 году опустевшая колония стала временной базой для  кубанских казаков 121-го пластунского Краснознаменного стрелкового полка  входившего в 9-ю пластунскую стрелковую Краснодарскую Краснознамённую ордена Красной Звезды дивизию имени ЦИК ССР Грузии. Село во время ВОВ подвергалось несколько раз налетам немецкой  бомбардировочной авиации. Углубления от взрывов бомб и сейчас можно видеть на территории населенного пункта.
- В 1945 году село было переименовано в Александровку и вновь была заселено  выходцами из Смоленской, Курской, Закарпатской, Львовской областей, а также Польши, Бессарабии и Беларуси.
- В селе после войны сохранилось около 30 глинобитных домов, некоторые из них были обложены кирпичом и пять огромных кирпичных домов, где когда-то жили богатые колонисты.
- В советское время после укрупнения колхозов село вошло в состав колхоза им. Я. Свердлова. В селе работала молочно-товарная ферма, свиноферма и конюшня. Некоторое время работала маслобойня, кузня и крольчатник.
- До конца 1960-х годов работала начальная школа. В бывшем молельном зале Святой Маргариты действовал сельский клуб и библиотека, закрытые в 1990-е годы.
- В  конце 80-х - 90-е годы XX века были идеи возрождения колонии. В село несколько раз приезжали делегации немцев-колонистов. Однако проект так и остался не реализованным.
- На 2021 год в селе  постоянно проживало 6 человек и находилась частная пасека.
- В селе сохранился только один дом немецкой постройки. Рядом с современным кладбищем можно найти  остатки немецкого католического кладбища. На кладбище есть захоронение неизвестных погибших во время ВОВ - солдата Красной Армии и двух бойцов венгерской армии.  На юго-западной окраине села сохранился ногайский колодец, в свое время облагороженный немецкими колонистами. Черепица со старых обветшалых и разобранных немецких домов в 2011 году была использована для реставрации одного из исторических зданий Васильевского историко-архитектурного музея-заповедника "Усадьба Попова".